# 쿠사야나기 준코
쿠사야나기 준코(草柳 順子, 1월 11일 ~ ) 또는 구사야나기 쥰코는 일본의 여성성우. 가나가와현 출신. 성인 게임에 소리를 대는 것이 많다.

## 출연작

### TV 애니메이션
2004년
- 달은 동쪽으로 해는 서쪽으로 ~Operation Sanctuary~ (아마가사키 미코토)

2007년
- 이 푸른 하늘에 약속을 ~츠구미 기숙사에 어서오세요~ (로쿠죠 미야호)

### OVA
2003년
- 스이카 ~SUIKA~ (와카바야시 미에)

2006년
- _summer (카이즈 사나)

### 극장판
2002년
- Pia캐롯에 어서오세요 극장판 ~사야카의 사랑 이야기~ (하세가와 아케미)

### 게임
2000년
- Aries (린 린린)
- Natural2 -DUO- (아키야마 카노코)
- Natural Zero+ -시작과 끝의 장소로- (시바자키 마리노)

2001년
- 사피즘의 현창 (한소연)
- univ ~사랑·시작하자~ (사이토 린코)
- 스이카 ~SUIKA~ (와카바야시 미에)
- Pia캐롯에 어서오세요!!3 (하세가와 아케미)

2002년
- 나와, 우리들의 여름 (쿠라바야시 아리카)
- 두근두근 시스터 파라다이스 (미야가와 이쿠코)
- 아침이 오지 않는 밤에 안기어 -ETERNAL NIGHT- (카구라 미야코)
- D.C. ~다 카포~ (사기사와 미사키(요리코))
- 아이카기 ~해바라기와 그녀의 실내복~ (타치바나 아유미, 타치바나 카즈미)
- D.C. White Season ~다카포 화이트 시즌~ (사기사와 미사키(요리코))
- 포포탄 (노노)

2003년
- 컬러풀 하트 ~12인의 큐루룽~ (柄沢미즈키)
- 타마큐우 (멜)
- 마법소녀 아라모드 (리디아 아세날)
- 달은 동쪽으로 해는 서쪽으로~Operation Sanctuary~ PC판 (아마가사키 미코토)
- 아키바계 그녀 (아키요시 타마에)

2004년
- ENSEMBLE ~춤추는 날개의 앙상블~ (우시오 히카루)
- 체리슈 피자는 어떻습니까♥ (스즈에 코노미)
- 종의 관 ~恋文~ (유미)
- 종의 관 ~쌍둥이 별~ (유미)
- 종의 관 ~죄와 죄~ (유미)
- Like Life (코사카 히메코)
- 종의 관 ~직녀~ (유미)
- 종의 관 ~인형~ (유미)
- 봄의 발소리 PC판 (아카네 카즈미)
- 히나타붓코 (쿠죠 미즈)
- D.C. Summer Vacation ~다카포 섬머 베케이션~ (사기사와 미사키(요리코))
- 오거스트 팬BOX (아마가사키 미코토)
- 너스에게 맡겨둬 (미즈타니 마이)
- 스이카A·S+ ~SUIKA~ (와카바야시 미에)
- 홈 메이트 -Homemaid- (하야미 유미)
- 수월 ~미심~ (신죠 이즈미)

2005년
- 요츠노하 (유즈키 시오리)
- 소녀는 언니를 사랑하고 있다 PC판 (타카시마 이치코, 스가와라 키미에)
- 지오그라마톤 (아마츠에 히카리)
- Like Life an hour (코사카 히메코)
- _summer (카이즈 사나)
- SWAN SONG (야사카 아로에)
- 츠요키스 (사토 요시미, 우라가 마나)
- 사춘기 (카사하라 치에리)
- 군청의 하늘을 넘어 (아사다 케이코)
- GALZOO 아일랜드 (카미나리 다이코)
- FESTA!! -HYPER GIRLS POP- (하야사카 레미)
- 소녀는 언니를 사랑하고 있다 PS2판 (타카시마 이치코)

2006년
- 이 푸른 하늘에 약속을 (로쿠죠 미야호) : 中田順子 명의
- 봄의 발소리 PS2판 (아카네 카즈미)
- FESTA!! -HYPER GIRLS PARTY- (하야사카 레미)
- 코이이로Chu! Lips (미야츠카 나기사)
- 가르쳐줘 Re:메이드 (아야베 아카리)
- 루나소라 (소라)
- 츠마시보리 (미야마에 루미나)
- _summer## (카이즈 사나)
- 포세트 - Cafe au Le Ciel Bleu - (로쿠죠 미야호)

2007년
- 차륜의 나라, 유구의 소년 소녀 (사이카 미이나)
- 유격경함 파트베셀 ~이쪽 수도권 상공 푸른 하늘서~ (하타미 쿠우, 노노미야 유즈)
- 이 푸른 하늘에 약속을 ~melody of the sun and sea~ (로쿠죠 미야호)
- 왕적 (一葉)
- 러브데스2 ~Realtime Lovers~ (키노메 이츠미)
- Clover Point (히나타 미오리)
- 여동생 중독 ~고치는 약은 없습니다~ (미야우치 마오)
- 월신락 (치무시 공주)

2008년
- 초앙섬인 하루카 (오유이)
- 학원☆신선조! ~소녀 마음과 국중범도~ (오키타 소우시)
- D.C. After Seasons ~다카포~ 애프터 시즌즈 (사기사와 미사키(요리코))

2009년
- 츤인 그녀 데레인 그녀 (타치바나 미사토)
- 헬리오트로프 -그것은 죽음에 이르는 신의 사랑- (이데 미츠바)
- Amber Qautz (텐류우지 타마노, 타마모)
- @홈 메이드 (유우나기 나노하)
- 아트리의 하늘과 진유의 달（코노하나 미기리）
- 엘프 쌍둥이 공주 위란과 알스라 (린나 린나)
- 머리툭툭 ~오빠와 3 여동생의 느긋하고 엣찌한 나날~ (모리노 히나)
- Tentacle and Witches（모리노 유우코）
- 러브데스4 ~ν-Realtime Lovers~（신도우 나나미）
- 누나주의보!?（우즈키 토코）
- 불꽃의 임신 가슴 신체측정 ~소꿉친구 여자학생 신체측정으로 전원 xx 파라다이스!~ (마시타 우라라)

2010년
- 봄바람 새에게, 쉴 곳을 ~2nd Story 달의 문과 바다의 조각~（하치카즈치 치하야）
- 둘 곳이 없어!（쿠리바야시 하토코）
- 소녀연심 프리스타 (란카 시로가네)
- 소녀연심 프리스타 FANDISC ~좀 더 H하라 소녀여!~ (란카 시로가네)
- JINKI EXTEND Re:VISION（히이라기 고로)
- 월염의 가쇄 -the end of scarlet luna-（사사유리 코나츠）
- 삼극희 ~난세, 천하삼분의 지계~（카쿠 분와, 아토）
- 러브데스555! (히나타 츠바메)

2011년
- PARADISE LOST 신장판 (리루)
- 촉제의 도시 (쿠도 유미)

발매중지
- 맞겨줘! 트러블 천사（우레시노 하루나）